# Urs Kramer
Urs Kramer (* 31. Januar 1971 in Stuttgart) ist ein deutscher Jurist und Inhaber der Lehrprofessur für Öffentliches Recht an der Universität Passau.

## Wissenschaftliche Laufbahn
Kramer studierte von 1991 bis 1996 an der Philipps-Universität Marburg Rechtswissenschaften und legte 1996 die Erste Juristische Staatsprüfung ab. 1999 folgte nach dem Referendariat das Zweite Staatsexamen.
Ab 1999 war Urs Kramer an der Marburger Universität zunächst Wissenschaftlicher Mitarbeiter, dann bis 2008 Wissenschaftlicher Assistent bei Werner Frotscher und Sebastian Müller-Franken. Während dieser Zeit promovierte er mit einer Arbeit zum Recht der Eisenbahninfrastruktur. Seine Dissertation wurde mit dem Förderpreis 2002 der Darmstädter Juristischen Gesellschaft ausgezeichnet.
2008 wurde er Vertreter der Lehrprofessur für Öffentliches Recht am Institut für Rechtsdidaktik der Universität Passau. Seit Oktober 2009 ist er Inhaber dieser Professur. Für seine Tätigkeit wurde er 2010 mit dem Preis für gute Lehre der Universität Passau ausgezeichnet. Im Jahr 2013 hat er ferner den Ars legendi-Fakultätenpreis für exzellente Hochschullehre in der Rechtswissenschaft erhalten. Er war Sprecher des Instituts für Rechtsdidaktik und von April 2018 bis März 2022 zunächst Prodekan, dann Dekan der Juristischen Fakultät der Universität Passau.
Schwerpunkt der wissenschaftlichen Arbeit von Urs Kramer ist das Allgemeine und Besondere Verwaltungsrecht, vor allem das Polizei- und Ordnungsrecht sowie das Wirtschaftsverwaltungsrecht und dort insbesondere das deutsche und europäische Eisenbahnrecht. Hierzu hat er seit dem Jahr 2000 eine Vielzahl an Einzelveröffentlichungen und Aufsätzen publiziert sowie Vorträge auf Fachtagungen gehalten. Insbesondere Fragen des diskriminierungsfreien Netzzugangs zur Eisenbahninfrastruktur, der Betriebspflicht von Eisenbahninfrastrukturunternehmen und der Fahrzeugzulassung wurden von ihm dabei untersucht. Er ist seit November 2015 Geschäftsführender Direktor der Forschungsstelle für deutsches und internationales Eisenbahnrecht. Von 2006 bis 2011 war er außerdem Mitglied im Netzbeirat der DB Netz AG. Zudem betreut er die eisenbahnrechtlichen Rubriken in den Zeitschriften „Bahn-Report“ (deren Chefredakteur er auch ist) und „Rail Business“.
Ein besonderes Anliegen ist ihm weiterhin der deutsch-russische Austausch und Rechtsvergleich. In diesem Kontext war er als Dozent im deutschsprachigen Studiengang „Deutsches Recht“ der Universität Passau an der Sibirischen Föderalen Universität Krasnojarsk tätig. Außerdem war er Mitwirkender im Masterstudiengang „Deutsches und Europäisches Wirtschaftsprivat- und Wirtschaftsverwaltungsrecht“ der Freien Universität Berlin in Moskau.
Im Bereich der Rechtsdidaktik ist er zudem durch zahlreiche Veranstaltungen und Veröffentlichungen präsent. So ist er unter anderem Mitherausgeber der Zeitschrift für Didaktik der Rechtswissenschaft (ZDRW).
Über seine wissenschaftliche Tätigkeit hinaus hat sich Urs Kramer auch als Autor eisenbahnhistorischer Veröffentlichungen einen Namen gemacht und sich verkehrspolitisch bei Pro Bahn und dem Verkehrsclub Deutschland engagiert.

## Veröffentlichungen (Auswahl)

### Rechtswissenschaftliche Schriften
- Das Recht der Eisenbahninfrastruktur: von der Staatsbahn zu privatrechtlichen Wirtschaftsunternehmen (zugleich Diss. iur.), Boorberg, Stuttgart 2002, ISBN 978-3-415-03034-3.
- Eisenbahnrecht: Systematische Sammlung der Gesetze und Verordnungen sowie der Rechtsakte der Europäischen Gemeinschaft mit Erläuterungen (Loseblattsammlung), Nomos, Baden-Baden, ISBN 978-3-789-03536-4 (herausgegeben zusammen mit Wolfgang Kunz).
- Das Allgemeine Eisenbahngesetz (Kommentar), in: Kunz/Kramer (Hrsg.), Eisenbahnrecht (Loseblattsammlung), Nomos, Baden-Baden, Stand: Oktober 2009.
- Das Bundeseisenbahnverkehrsverwaltungsgesetz (Kommentar), in: Kunz/Kramer (Hrsg.), Eisenbahnrecht (Loseblattsammlung), Nomos, Baden-Baden, Stand: Juni 2023.
- Staat – Wirtschaft – Gemeinde. Festschrift für Werner Frotscher zum 70. Geburtstag, Duncker & Humblot, Berlin 2007, ISBN 978-3-428-12565-4 (herausgegeben zusammen mit Gilbert Gornig und Uwe Volkmann).
- Hessisches Polizei- und Ordnungsrecht: Systematische Darstellung examensrelevanten Wissens, Verlag für Polizeiwissenschaft, 3. Aufl., Frankfurt/Main 2021, ISBN 978-3-86676-670-9.
- Wirtschaftsverfassungs- und Wirtschaftsverwaltungsrecht: Eine systematische Einführung anhand von Grundfällen, Beck, 7. Auflage, München 2019, ISBN 978-3-406-71123-7 (in den Vorauflagen zusammen mit Werner Frotscher).
- Allgemeines Verwaltungsrecht und Verwaltungsprozessrecht: mit Staatshaftungsrecht, Beck, 4. Auflage, München 2021, ISBN 978-3-406-76252-9.

### Eisenbahnhistorische Veröffentlichungen
- „Cölbe-Sarnau-Biedenkopf-Wallau-Laasphe-Erndtebrück“. Beitrag im Sammelwerk „Neben- und Schmalspurbahnen in Deutschland einst & jetzt“, GeraMond Verlag, München 1997, ISSN 0949-2143.
- Rübenzüge, Transpress Verlag, Stuttgart 2001, ISBN 978-3-613-71149-5.
- Abschied von der Schiene: Güterstrecken 1994 bis heute, Transpress Verlag, Stuttgart 2008, ISBN 978-3-613-71333-8 (zusammen mit Matthias Brodkorb).
- Abschied von der Schiene: Güterstrecken 1980 bis 1993, Transpress Verlag, Stuttgart 2008, ISBN 978-3-613-71346-8 (zusammen mit Matthias Brodkorb).